# ポーの一族 (1972年の漫画)
「ポーの一族」（ポーのいちぞく）は、吸血鬼一族の物語を描いた萩尾望都のファンタジー漫画作品『ポーの一族』シリーズのうち、『別冊少女コミック』1972年9月号から12月号にかけて連載された作品である。以下、本作を「ポーの一族」、シリーズ作品を『ポーの一族』と区別する。
『ポーの一族』シリーズの第4作で、その後『別冊少女コミック』1973年1月号から7月号にかけて連載された「メリーベルと銀のばら」、「小鳥の巣」と合わせた「3部作」の一つ。主人公のエドガー・ポーツネルがアラン・トワイライトと出会い、また最愛の妹メリーベルを失うという展開の本作はシリーズ全体の中核をなしている。
1974年5月に単行本化された際に、本作の作品名がシリーズの名称となった。

## あらすじ
1879年、バンパネラ（吸血鬼）であるエドガー・ポーツネルと妹のメリーベルは、養父母のフランク・ポーツネル男爵とその妻シーラとともに、新しい仲間を求めて長年住み慣れたポーの村を離れ市（シティ）に行き、そこでエドガーは貿易商会を営むトワイライト家の一人息子アラン・トワイライトと出会う。最初はエドガーを無視していたアランだが、やがて対等の相手として心を開くようになる。そして、エドガーから亡き婚約者ロゼッティ・エンライトにそっくりのメリーベルと引き会わされたアランは、彼女に恋心を抱くようになる。
一方、ポーツネル男爵夫妻は、知り合いになったカスター老医師からディナーの招きを受け訪問した際、鏡に姿が写らなかったところをジャン・クリフォード医師に見られてしまい、彼の疑惑を招くことになる。しかし、教会のミサに来ていたポーツネル男爵夫妻を見て、一応は疑惑を解く。エドガーもまた、アランと砦跡に出かけた帰りに彼に襲いかかったものの彼に聖書の言葉を口にされたため逃げ帰り、彼の疑惑を招く。しかし、翌日アランから手渡された十字架のペンダントを平気なフリをして受け取り、一応は彼の疑惑を解消させることに成功する。
その直後、母レイチェルが倒れた知らせを受けたアランは、それほど長くはないという母親のためにと伯父夫妻から伯父の娘のマーゴットとの結婚を無理やり勧められる。それを拒んだアランは家を飛び出し、メリーベルの元に駆けつけ彼女にプロポーズする。メリーベルは1度はその申し出を断りはするものの、それでも好きだというアランに「わたしたちといっしょに、ときをこえて遠くへいく？」と誘いかける。
数日後、帽子屋に出かけたシーラとメリーベルはカスター老医師の娘でクリフォードの婚約者であるジェインと出会い、シーラは彼女に似合う帽子を取りに戻るためメリーベルを彼女に預けて家に帰る途中、クリフォードに出会う。折りしも雷雨に遭い、小屋に駆け込んだ2人はそこで口づけを交わしたところ、クリフォードは彼女に脈がないことに気がつく。シーラがバンパネラであることを見破ったクリフォードは、彼女の胸をピッチフォークで刺し貫く。瀕死の重傷を負いながら逃げ帰った彼女を手当てしながら、ポーツネル男爵はすぐに市から逃げ去ることを決断する。一方、エドガーはメリーベルがまだジェインと一緒にいることを聞き出し、彼女の元へ急行する。
しかし、一足早くジェインの元に戻ったクリフォードにメリーベルは銀の弾丸を撃ち込まれて消滅してしまう。間に合わなかったエドガーは彼を、メリーベルを撃った銃で射殺する。その後、男爵夫妻の後を追ったエドガーだが、瀕死の身体を無理に動かしたシーラが消滅し、ポーツネル男爵も馬車を暴走させその下敷きになって消滅する。それを目の当たりにしたエドガーは、「もう、メリーベルを守るために生きる必要もない」と深い悲しみと孤独、絶望に心を打ち砕かれる。
一方、アランも信頼していた母親が伯父と親密にしているところを偶然目撃してショックを受け、思わず伯父を階段から突き落としてしまう。伯父が死んだものと思ったアランは、思わぬ事態と「人殺し！」と叫ぶマーゴットの声に動揺して部屋に閉じこもるが、そこでエドガーからメリーベルが死んだことを聞かされ悲しみに心を奪われる。そして旅立つエドガーに誘いかけられ、悲しみと寂しさを埋め合わせるために2人で旅立つ。

## 補足
- 『CREA』1992年9月号「特集THE少女マンガ!! 夢の永久保存版」のインタビューに、長編連載をやるには早すぎると編集から「待った」がかかったため、「すきとおった銀の髪」などの短編を小出しに描き、そんなにやりたいのならとようやく編集から了解が出たことが語られている。
- 『別冊少女コミック』1972年10月号掲載の「ポーの一族」第2話最終ページに「次回は最終回」との予告が記されていることから、本作はその時点では3話で終了する予定であった。
- 本作のストーリーは第8作の「ペニー・レイン」に、ラストシーンは1959年の西ドイツを舞台にした次々作「小鳥の巣」につながる。